# Hohensaaten
Hohensaaten è una frazione della città tedesca di Bad Freienwalde (Oder), nel Brandeburgo.

## Storia
Hohensaaten fu citata per la prima volta nel 1258, e costituiva un piccolo centro rurale.
Il 1º gennaio 2009 il comune di Hohensaaten fu aggregato alla città di Bad Freienwalde (Oder).